# Matjes
El matjes és un producte alimentari elaborat a partir de l'areng (Clupea harengus), un peix petit que es captura al mar del Nord i es comercialitza principalment en els Països Baixos, Escòcia, Alemanya i Dinamarca, on es diu Maatjesharing. El nom de matjes prové “d'areng verge” i té les seves arrels en la paraula “Meisjes”, que significa noia en neerlandès. El matjes ha sigut reconegut oficialment per la UE amb la certificació de l'especialitat tradicional garantida desde 2016.
neerlandès

## Història
L'any 1395, l'holandès Wilhelm Beukelzoon, va tenir la idea de madurar un areng fresc en salmorra. Aquest holandès va inventar una tècnica que consistia en tallar la gola al peix per extreure-li els òrgans. Es dedicava a tallar individualment cada peix, peça per peça, i els treia les brànquies, els intestins, etc. Per casualitat, no va treure el pàncrees de dins i d'aquesta manera el peix es tornava més suau i gustós. Avui en dia s'ha vist que això es deu al fet que el pàncrees conté enzims naturals que maduren alhora que l'areng ho fa, fent que sigui més tendre.
W. Beukelzoon va proposar la idea de deixar l'areng en un barril i afegir-hi sal perquè es mantingués durant més temps, formant-se la salmorra curada. Gràcies a això, el pescador va fundar un imperi d'arengs a tot Europa perquè va permetre el transport d'aquests dins de barrils a llargues distàncies.

## Característiques
Un factor important en la preparació d'aquest aliment és que l'areng sigui sexualment madur, però encara no ha d'haver-se reproduït.
El matjes té olor i gust de mar, d'algues i també de mantega. Ha de lluir una coloració marró platejada i un to lleugerament vermellós.
Perquè un areng el puguem considerar com a matjes, ha de tenir un alt contingut de greix del 12 al 20%, ha de ser relativament petit i que pesi entre 35 i 50 grams. Els filets que tinguin un pes superior a aquest voldrà dir que són majors en edat i ja no els podem utilitzar per a la preparació d'aquest aliment.

### Valors nutritius
L'areng és un aliment amb alt contingut d'omega-3, que és bo pel cervell i evita malalties cardiovasculars. Es recomana la ingesta de 450 mg d'àcids grassos d'omega-3 diària, que equival a menjar dos arengs setmanals segons el Consell de Salut. L'areng no produeix aquests àcids grassos, sinó que els obté de les plantes. També conté molta quantitat de calci, fòsfor i magnesi, nutrients necessaris per l'alimentació perquè són bons pels ossos i les dents. Algunes de les vitamines presents en l'aliment són: A1, B1, B2, B6, B12, C, D i E.

## Pesca de l'areng

### Temporada de pesca
Aquest peix es captura en un moment determinat del seu cicle, el qual és anual. Concretament es captura quan aquest es troba entre els 4 i 6 anys de vida, encara que pot arribar fins als 25 anys. Durant la primavera és quan aquests peixos poden alimentar-se i guanyar en contingut de greixos, ja que hi ha una pujada de les temperatures que provoquen l'escalfament de les aigües. Aquest escalfament és el que permetrà el creixement del plàncton, del qual s'alimenten. En condicions favorables, l'areng pot menjar fins a un 2% més de greix cada dia durant la primavera. A l'hivern, en canvi, hi ha menys plàncton i, per tant, el peix no podrà alimentar-se tant i perdrà pes. L'areng s'alimenta des de principis d'abril fins a mitjans de maig, que és quan el seu contingut de greix augmenta. Al maig és quan aquest peix haurà arribat al seu percentatge màxim en contingut de greixos, que acostuma a ser del 12-20%. Cal dir també que el percentatge mínim establert per ser capturat, és del 16%. Aleshores començarà el període de pesca, el qual sol acabar a mitjans de juliol. La temporada de pesca als Països Baixos s'anomena Matjessaison.

### Zona de pesca i quantitats de captura

Segell alemany de l'organització Marine Stewardship Council

Fins al segle xx, aquest aliment era considerat el “menjar de la gent pobre” perquè hi havia una gran quantitat de pesca d'aquest i tenia un baix cost. Més endavant, a causa de la sobrepesca i dels problemes ambientals, les existències han disminuït considerablement i el seu valor econòmic ha augmentat significativament. Actualment, s'ha restringit la captura i les poblacions han pogut recuperar-se. De mitjana es capturen al voltant de 550.000 tones d'areng cada any, 25.000 de les quals son processades per a obtenir els matjes. La pesca es realitza al Mar del Nord, s'estén des d'Alemanya, passant per Dinamarca i fins a arribar a Escòcia i Noruega.
Els matjes dels països del nord han estat certificats per l'organització Marine Stewardship Council (MSC) des de 2009. El segell blau garanteix que l'areng hagi sigut capturat de manera adequada i responsable.

## Processament del peix
Primerament, s'han de seleccionar els arengs que siguin més grassos per a fer matjes, que es capturen majoritàriament a la primavera (mitjans de maig i finals de juny), ja que abans d'aquest moment és massa prim i després d'aquest s'ha reproduït diverses vegades. Abans de processar els arengs, aquests per la llei vigent neerlandesa s'han de congelar a una temperatura inferior de -45 °C per eliminar possibles paràsits durant un mínim de 24 hores.
A continuació, es descongelen i s'ha de treure la pell i els budells però el pàncrees es deixa. Aquest es deixa perquè conté uns enzims que ajuden a la conservació de l'areng i a més li proporcionen un bon sabor fent que sigui menys amarg. Després es posen dins de barrils de fusta amb aigua i sal. No s'utilitzen ingredients artificials sinó que es conserven exclusivament segons la tradició. Es claven els arengs l'un al costat de l'altre amb claus de manera que tota la superfície d'aquests entrin en contacte amb la sal. Un cop fet això, s'ha de deixar madurar. D'aquesta manera actuaran els enzims del pàncrees fent-lo més tendre i suau per menjar-lo.
Per acabar, s'han de filetejar a mà un cop hagin madurat correctament, ni abans d'hora, ni més tard (normalment la maduració triga almenys 1 dia i fins a 7). Es treuen totes les espines a excepció de la cua. Per aquest pas cal destresa rutinària i experiència. Normalment, perquè el peix no perdi la seva qualitat, es menja el mateix dia que es compra. També és important tenir en compte que a l'hora de comercialitzar-lo, l'areng ha de conservar-se a un màxim de 7 °C. Si els guardem d'aquesta manera, els filets de matjes poden conservar-se durant uns 14 dies.

### Conservació
Des de 1968 existeix l'obligació legal de congelar areng, ja que hi ha la possibilitat que un cuc l'infecti. Alguns d'aquests paràsits que pot presentar és l'anisakis, la incidència de patir una infecció per aquest nematode en els Països Baixos es deu fonamentalment al consum de l'areng. Anys enrere, es salava durant un període més elevat, ja que era l'única manera de mantenir l'areng durant més temps en bones condicions. En canvi, si el congelem, aquest es pot consumir durant tot l'any sense pèrdua de qualitat. Aquests s'emmagatzemen en un barril de fusta. Perquè no estigui molt salat en menjar-lo i per a conservar la frescor d'aquest, es pot posar ceba ratllada o també remullar-lo amb llet o aigua una hora abans de menjar. A mesura que passa el temps, el sabor de l'areng es torna més salat, fins que després d'un any ja no és comestible.

## Plats típics

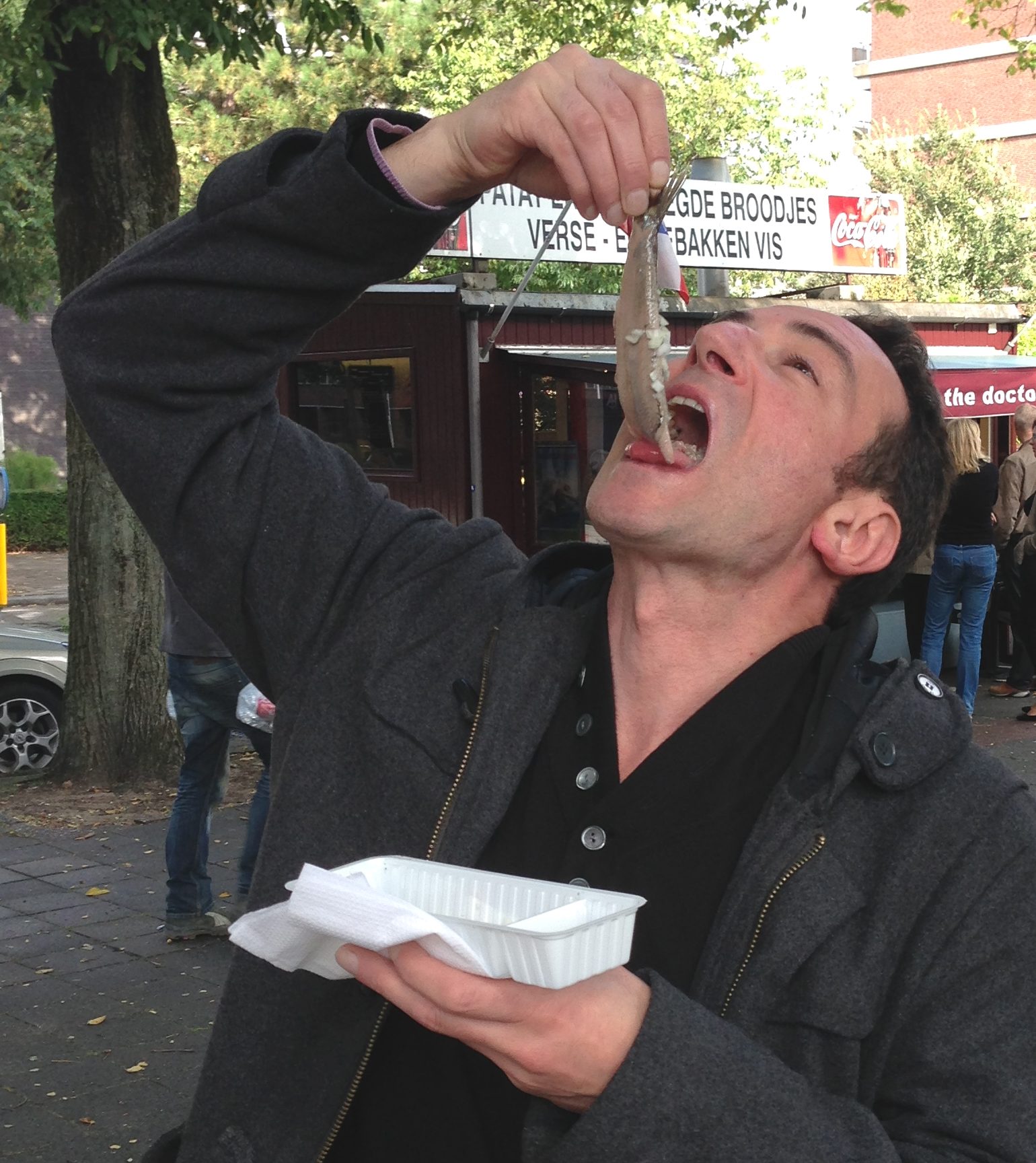
Matjes amb ceba

Els matjes es compren sense pell i filetejats, de manera que es poden gaudir de diverses formes. El més comú és menjar-se’l cru, normalment acompanyat amb ceba en quadrets. Els consumidors gaudeixen del plat agafant l'areng per l'aleta i deixant que llisqui per la boca. El plat triomfador típic dels Països Baixos són els filets de matjes crus acompanyats de crema agra, pomes, anet i cebes.

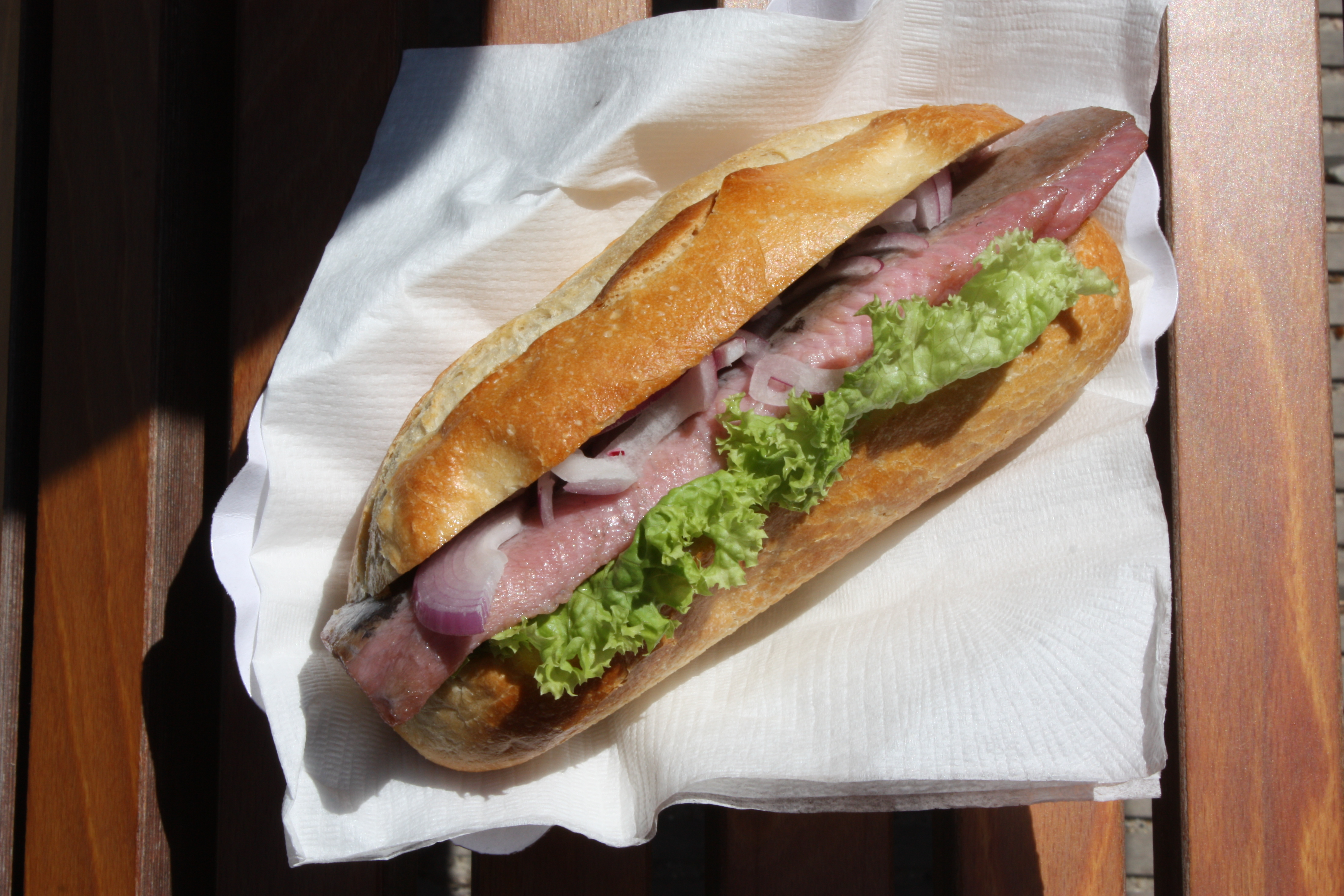
Entrepà del Nord

Un plat molt destacat és l'entrepà del nord, anomenat Fischbrötchen o Broodje haring. És un tipus d'entrepà que va acompanyat d'enciam, tomàquet, remolatxa, ceba i cogombre, i al centre es trobaria l'areng en filets molt fins. Aquesta recepta és molt fàcil de trobar en llocs com festivals, fires populars i restaurants de menjar ràpid als països del nord.
En els restaurants, podem trobar els matjes de moltes maneres preparades, ja sigui de forma crua o cuinada. Els plats més típics solen ser els filets de matjes acompanyats de salsa feta amb maionesa i iogurt, sal, pebre i sucre al gust. A sobre dels filets es posa carn de cranc i s'acompanya amb patates fregides com a guarnició.